# موتور سيد نواز عليشاه
موتور سيد نواز عليشاه (بالإنجليزية: Mowtowr-e Seyyed Navaz Alishah)‏ هي منطقة سكنية تقع في سيستان وبلوتشستان في إيران. يقدر عدد سكانها بـ 40 نسمة .